# 日本宪兵队青岛本部
1938年1月10日日军攻陷青岛后，迅速建立治安维持会并配置特务机关以强化管控。随着同年7月山东全境沦陷，日军当局为统辖驻扎军队及日伪武装，正式设立两处宪兵本部实施军事管制——济南与青岛各设其一，此举成为日本维持山东占领区统治的核心军事手段。

## 组织
青岛宪兵队本部：
- 本部特高课(司间谍活动)
- 青岛宪兵分队
- 水上分队
- 芝罘分队 [1]
- 潍县宪兵分队 [1]
- 张店宪兵分队 [1]

## 大事记
1937年7月，宪兵队本部成立。
1938年12月，青岛宪兵分队以截获重庆方面联络信件为由，虚构青岛铁路中学存在「铁血团」抗日组织，实施大规模抓捕行动。逾三十名师生遭受四十余日酷刑折磨，最终导致两人死亡，多人永久伤残。
1939年，青岛分队在私立明德小学查出一部电台和一些抗日书刊，便将该校校长逮捕，并勒令该校停办一年多。
1939年3月，成立兴亚院华北连络部青岛出张所（简称兴亚院或兴亚院青岛出张所），实际统治青岛行政和警察机构。
1945年，玉音放送，日本无条件投降, 国民政府军接收日军和伪军资产和器械。宪兵队青岛本部向第二绥靖区投降。

## 遗迹

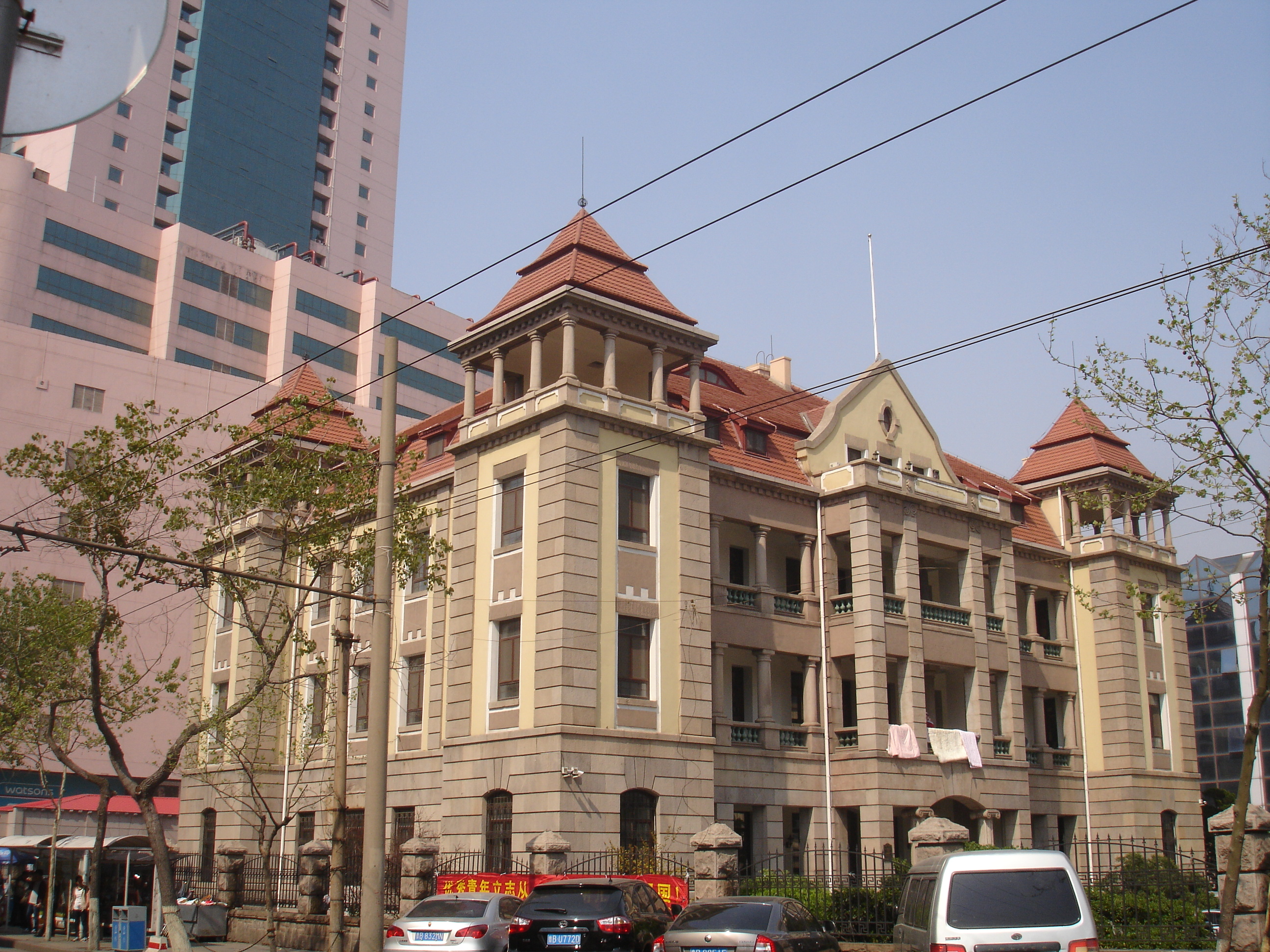
日本宪兵队青岛本部旧址，原东莱银行大楼

日本宪兵队青岛本部设于原东莱银行大楼内，即今湖南路39号址。

## 战后审判和处决
民国34年（西元1946年）4月22日，国民政府第二绥靖区驻青办事处奉何应钦电令审讯青岛担任宪兵分队队长的森木武郎、高桥虎鹿。